# Saint-Denis-lès-Sens
Pour les articles homonymes, voir Saint-Denis.
Saint-Denis-lès-Sens, anciennement Saint-Denis jusqu'au 31 juillet 2012, est une commune française située dans le département de l'Yonne en région Bourgogne-Franche-Comté.

## Géographie

### Localisation
Saint-Denis-lès-Sens est une commune de l'Yonne située dans le canton de Thorigny-sur-Oreuse. Elle est entièrement installée dans la vallée alluviale.

### Géologie et relief
La superficie de la commune est de 673 hectares ; son altitude varie entre 61 et 75 mètres.

### Hameaux
La commune couvre le chef-lieu et deux hameaux : Sainte-Colombe et Granchette. Sainte-Colombe est le cœur historique dans lequel cohabitent la clinique et le lycée professionnel rural. On y trouve aussi l'essentiel des activités industrielles et commerciales de la commune, au sein du parc d'activités économiques, composé entre autres d’un pôle restauration et commerce et d’activités en lien avec la santé et les services. Le hameau de Granchette est resté plus rural.

### Climat
Pour des articles plus généraux, voir Climat de la Bourgogne-Franche-Comté et Climat de l'Yonne.
En 2010, le climat de la commune est de type climat océanique dégradé des plaines du Centre et du Nord, selon une étude du Centre national de la recherche scientifique s'appuyant sur une série de données couvrant la période 1971-2000. En 2020, Météo-France publie une typologie des climats de la France métropolitaine dans laquelle la commune est exposée à un climat océanique altéré et est dans la région climatique  Nord-est du bassin Parisien, caractérisée par un ensoleillement médiocre, une pluviométrie moyenne régulièrement répartie au cours de l’année et un hiver froid (3 °C). 
Pour la période 1971-2000, la température annuelle moyenne est de 11,2 °C, avec une amplitude thermique annuelle de 15,5 °C. Le cumul annuel moyen de précipitations est de 678 mm, avec 11 jours de précipitations en janvier et 7,4 jours en juillet. Pour la période 1991-2020, la température moyenne annuelle observée sur la station météorologique de Météo-France la plus proche, « Sens », sur la commune de Sens à 4 km à vol d'oiseau, est de 11,9 °C et le cumul annuel moyen de précipitations est de 644,7 mm. 
La température maximale relevée sur cette station est de 42,4 °C, atteinte le 25 juillet 2019 ; la température minimale est de −22,6 °C, atteinte le 14 février 1956,,. 
Les paramètres climatiques de la commune ont été estimés pour le milieu du siècle (2041-2070) selon différents scénarios d'émission de gaz à effet de serre à partir des nouvelles projections climatiques de référence DRIAS-2020. Ils sont consultables sur un site dédié publié par Météo-France en novembre 2022.

## Urbanisme

### Typologie
Au 1er janvier 2024, Saint-Denis-lès-Sens est catégorisée ceinture urbaine, selon la nouvelle grille communale de densité à sept niveaux définie par l'Insee en 2022.
Elle est située hors unité urbaine. Par ailleurs la commune fait partie de l'aire d'attraction de Sens, dont elle est une commune de la couronne,. Cette aire, qui regroupe 65 communes, est catégorisée dans les aires de 50 000 à moins de 200 000 habitants,.

### Occupation des sols
L'occupation des sols de la commune, telle qu'elle ressort de la base de données européenne d’occupation biophysique des sols Corine Land Cover (CLC), est marquée par l'importance des territoires agricoles (67,2 % en 2018), en diminution par rapport à 1990 (75,7 %). La répartition détaillée en 2018 est la suivante : 
terres arables (62,6 %), eaux continentales (19,1 %), zones urbanisées (7,4 %), zones industrielles ou commerciales et réseaux de communication (6,2 %), zones agricoles hétérogènes (4,1 %), cultures permanentes (0,5 %), forêts (0,2 %). L'évolution de l’occupation des sols de la commune et de ses infrastructures peut être observée sur les différentes représentations cartographiques du territoire : la carte de Cassini (XVIIIe siècle), la carte d'état-major (1820-1866) et les cartes ou photos aériennes de l'IGN pour la période actuelle (1950 à aujourd'hui).

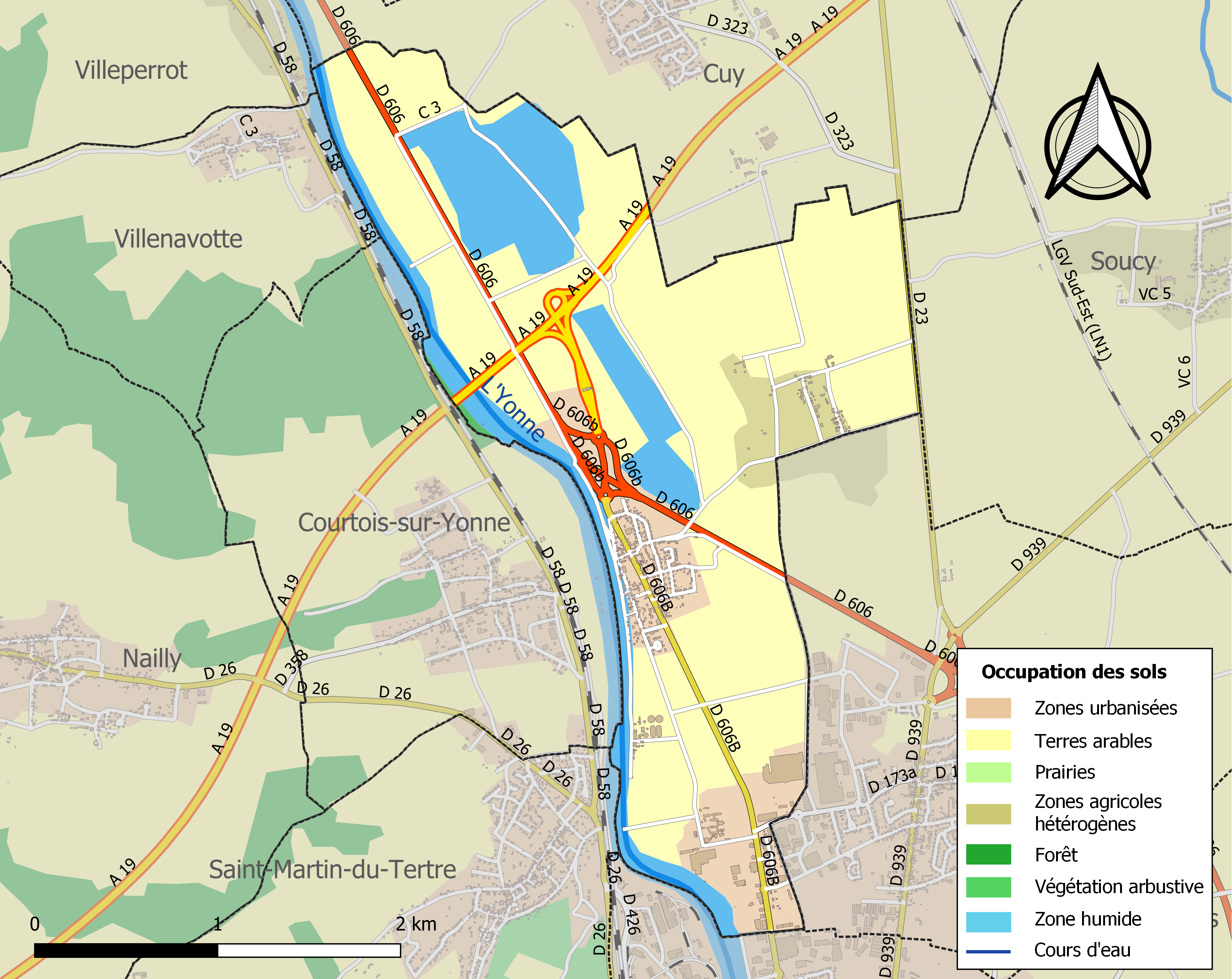
Carte des infrastructures et de l'occupation des sols de la commune en 2018 (CLC).

## Toponymie
La commune doit son nom au nom du saint patron de la chapelle située dans le village en 1280. En 1453, on trouve le nom de St-Denis-sur-Yonne (écrit en latin) dans les archives de l'époque.[réf. nécessaire]
Au cours de la Révolution française, la commune, qui portait le nom de Saint-Denis, fut provisoirement renommée Franciade-sur-Yonne puis de Montplaisir-sur-Yonne.
Par décret en date du 1er août 2012, la commune de Saint-Denis devient la commune de Saint-Denis-lès-Sens. Cette décision fait suite à une demande de la commune dont les premiers dossiers remontent à 2007.

## Histoire
Petit à petit, des habitations viennent se construire autour de ces granges et chapelles, car des familles travaillent pour les moines, au fur et à mesure que les surfaces cultivées s'accroissent.
Le village est une paroisse jusqu'à la révolution, administrée par un curé, et les abbés de Sainte-Colombe sont les seigneurs.

L’église paroissiale est du XVIe siècle. En 2017 d'octobre à novembre, la municipalité a mis en programmation la restauration intérieure complète de l'édifice. Elle est construite sur un plan parallélogramme et présente une nef unique avec un chevet à 3 pans. Ses dimensions sont les suivantes :
- longueur : 31 mètres

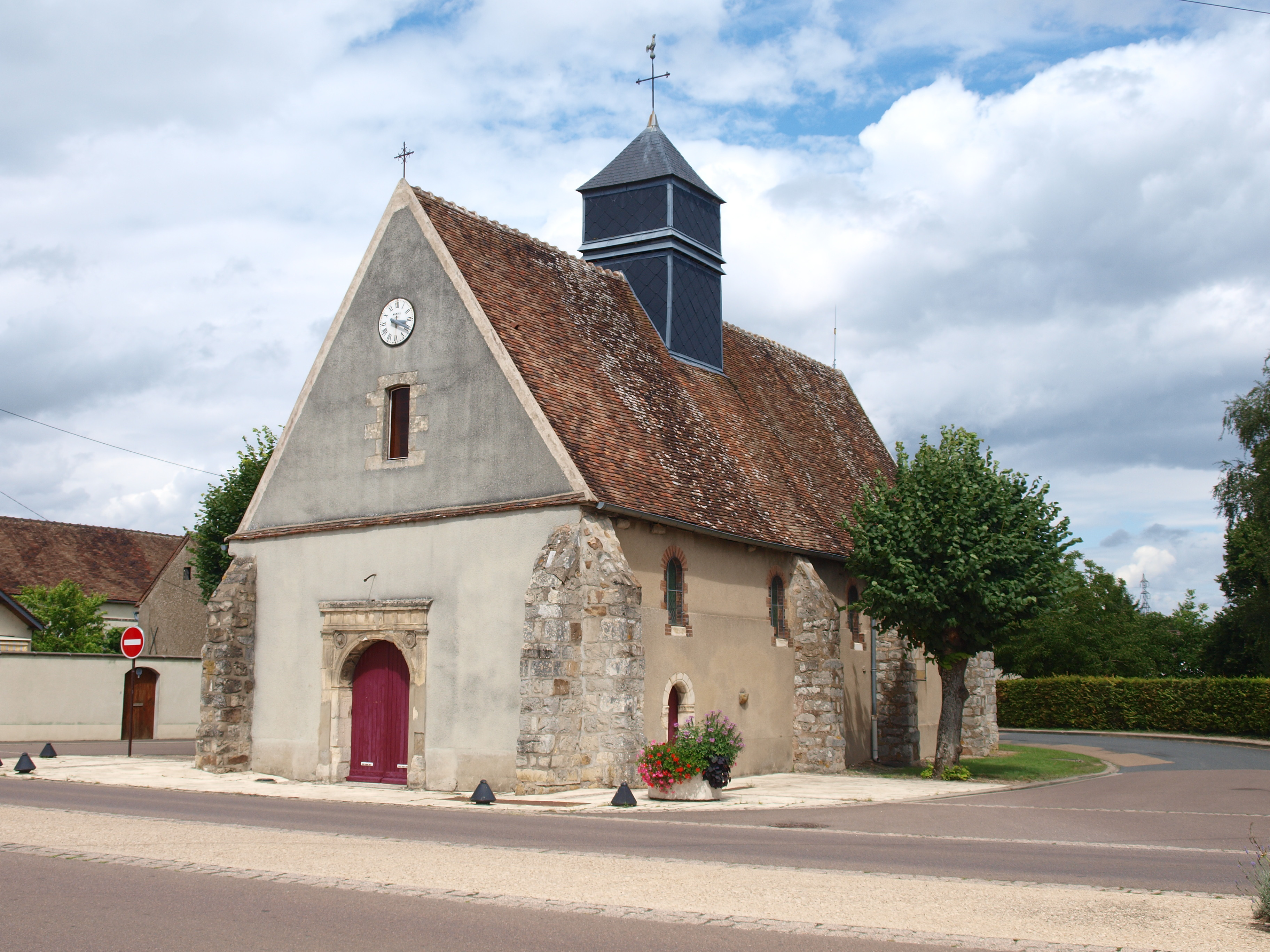
Église de Saint-Denis-lès-Sens

- largeur : 6.50m (pour la nef) et de 5.70m (au sanctuaire)
- hauteur de la voute à 8.55m (pour la nef) et 8.30m (au sanctuaire). Le portail est de la fin du XVIe siècle. Le cintre à caissons de la porte est inscrit dans un quadrilatère sculpté, composé de deux pilastres cannelés supportant une frise dorique. Une petite porte basse sur le côté, de même époque, mais plus simple, est aussi d’un joli dessin. À l’intérieur, la voûte de plâtre est maintenue par cinq poutres transversales, dont quelques-unes ornées de sculptures. Elle prend appui sur les murs de côté par l’intermédiaire de poutres longitudinales, dites « engoulées », du fait qu’à leurs extrémités sont sculptées des gueules d’animaux d’où elles semblent sortir. Sur la poutre faîtière, dans le chœur, se trouvent trois pendentifs en bois sculptés. Ils représentent des anges tenant chacun un écusson. Sur le dernier de ces écussons, on devine les armoiries des Salazar. On peut encore voir quelques restes de vitraux, dont un Saint Vincent (XVIe siècle), ainsi qu’un vitrail plus récent sur la vie de Sainte Colombe. Deux objets font l’objet d’un classement :
- un panneau de bois sculpté polychrome, du XVIe siècle, représentant la dormition de la Vierge
- la cloche de bronze qui porte l'inscription « IHS. MI VENITE NU AUDITE ME. 1569. AVE MARIA. TE DEUM LAUDAMUS » (Jésus. Venez à moi ; Maintenant, écoutez-moi. 1569. Je vous salue Marie. Dieu, nous te louons). Le tabernacle est du XVIIIe siècle. On trouve une statue de Saint Denis portant sa tête dans ses mains, l’attribut caractéristique du premier évêque de Paris, martyr.

## Politique et administration

### Liste des maires
| Période   | Période   | Identité           | Étiquette | Qualité |
| --------- | --------- | ------------------ | --------- | --- |
| mars 1945 | mars 1953 | Paul Simonet       |           | Employé de banque |
| mars 1953 | mars 1983 | Etienne Leprêtre   |           | Agriculteur |
| mars 1983 | mars 1995 | Gaillard Jacques   |           | Agriculteur |
| mars 1995 | mars 2001 | Hubert Leprêtre    |           | Agriculteur |
| mars 2001 | En cours  | Alexandre Bouchier | Horizons  | Cadre de santé 5ème Vice-Président du Département de l'Yonne, Conseiller Départemental du canton de Thorigny-sur-Oreuse |

La première femme conseillère municipale à Saint-Denis, madame Suzanne Binon a été élue en 1965.[réf. nécessaire]

### Jumelages
Au 21 janvier 2014, Saint-Denis-lès-Sens n'est jumelée avec aucune commune.

## Population et société

### Démographie
L'évolution du nombre d'habitants est connue à travers les recensements de la population effectués dans la commune depuis 1793. Pour les communes de moins de 10 000 habitants, une enquête de recensement portant sur toute la population est réalisée tous les cinq ans, les populations de référence des années intermédiaires étant quant à elles estimées par interpolation ou extrapolation. Pour la commune, le premier recensement exhaustif entrant dans le cadre du nouveau dispositif a été réalisé en 2004.

En 2022, la commune comptait 624 habitants, en évolution de −18,54 % par rapport à 2016 (Yonne : −1,95 %, France hors Mayotte : +2,11 %).
| 1793 | 1800 | 1806 | 1821 | 1831 | 1836 | 1841 | 1846 | 1851 |
| ---- | ---- | ---- | ---- | ---- | ---- | ---- | ---- | ---- |
| 126  | 107  | 95   | 96   | 152  | 125  | 134  | 180  | 144  |

| 1856 | 1861 | 1866 | 1872 | 1876 | 1881 | 1886 | 1891 | 1896 |
| ---- | ---- | ---- | ---- | ---- | ---- | ---- | ---- | ---- |
| 185  | 194  | 193  | 184  | 186  | 184  | 180  | 202  | 213  |

| 1901 | 1906 | 1911 | 1921 | 1926 | 1931 | 1936 | 1946 | 1954 |
| ---- | ---- | ---- | ---- | ---- | ---- | ---- | ---- | ---- |
| 208  | 171  | 158  | 204  | 279  | 276  | 279  | 196  | 367  |

| 1962 | 1968 | 1975 | 1982 | 1990 | 1999 | 2004 | 2006 | 2009 |
| ---- | ---- | ---- | ---- | ---- | ---- | ---- | ---- | ---- |
| 434  | 504  | 520  | 545  | 513  | 594  | 650  | 681  | 674  |

| 2014 | 2019 | 2022 | - | - | - | - | - | - |
| ---- | ---- | ---- | - | - | - | - | - | - |
| 768  | 650  | 624  | - | - | - | - | - | - |

### Enseignement
La commune administre une école primaire comprenant une école maternelle et une école élémentaire et regroupant 63 élèves en 2012-2013.
L'école élémentaire comprend deux classes et l'école maternelle une classe. Les enfants scolarisés à St-Denis bénéficient également d'une garderie et d'un service de restauration scolaire.
Sainte Colombe Formations est une association loi de 1901 : Unrep Bourgogne, organe de gestion
Le lycée professionnel rural privé de Sainte-Colombe sous contrat avec le ministère de l'agriculture délivre les formations et les diplômes agricoles suivants
le CAPa SAPVER Services aux Personnes et Vente en Milieu Rural,le BAC PRO SAPAT - Services Aux Personnes et Aux Territoires, le BAC PRO TCVA - Technicien conseil-vente en alimentation.

### Manifestations culturelles et festivités
De nombreuses associations animent la vie communale : associations sportives, chasse, amis de la chapelle de Sainte-Colombe-lès-sens, club de l’Amitié, Animation-loisirs, l'ADDEVA…
Les temps forts sont : les vœux du maire et du conseil municipal en janvier, la saint-vincent tournante des trois villages Saint-Clément, Saint-Denis-lès-Sens et Soucy, le salon des arts en février, les rogations de Granchette en mai, le marché aux fleurs en mai, la journée pétanque en juin, la fête de Sainte-Colombe en juillet, les festivités du 14 juillet, le vide-grenier annuel en novembre, les deux bourses aux vêtements organisées par l'école en mars et octobre, la remise des prix des maisons fleuries autour du beaujolais nouveau en octobre, le goûter-spectacle de fin d'année pour les enfants en décembre et le repas du CCAS pour les ainés en décembre aussi.

## Économie
La commune accueille des entreprises industrielles (Masson Marine, ALSTOM IBRE), commerciales (Hypermarché Leclerc et sa galerie marchande, Grand frais, Action, Aldi, une concession Renault, Centrakor, le Centre distribution de la Poste…), plusieurs restaurants ainsi que de nombreux commerçants et artisans et libéraux dont une carrosserie, un paysagiste, un cabinet d'expertise comptable, la présence de deux pôles santé avec de nombreux praticiens et professionnels de santé…
Au 31 décembre 2010, 1000 salariés travaillaient sur le territoire communal.

## Culture locale et patrimoine

### Lieux et monuments
Plusieurs statues sont à découvrir au sein de la commune en lien avec son histoire et son patrimoine. C'est un parcours en pleine réalisation.
- Abbaye Sainte-Colombe de Saint-Denis-lès-Sens.

### Patrimoine naturel
Le chemin de halage attire de nombreux promeneurs ainsi que les pêcheurs à la ligne qui viennent attraper gardons, brochets, sandres et silures dans cette partie de rivière connue pour être très poissonneuse.

### Les globules à la croix de St-Denis–lès-Sens…
Monnaies en or découvertes en 1992 au lieudit « le Champ-Notre-Dame ».
- Musées de Sens[23]

Cet exceptionnel trésor rassemble 242 pièces de monnaie en or d'époque gauloise, appelées statères. Il a été trouvé au fond d'un trou de calage de poteau formant la structure d'une maison. Toutes identiques et d'un poids unitaire de 7,5 g, ces monnaies sont de forme globulaire, fortement bombées. Elles laissent apparaître la trace de coulée du flanc avec une arête relativement saillante et portent un décor en forme de croix. Le poids de chaque pièce est particulièrement élevé.
Ce type de monnaies a été attribué successivement aux Sénons, aux Carnutes, aux Parisii, aux Bellovaques et aux Suessions. La carte de répartition est très vaste. Le Muret Charbouillet signale, en 1889, que « cent trente-neuf statères en forme de balles ont été trouvés au lieudit "au-dessus de la Hayette", terroir de Sainte-Preuve, canton de Sissonnes (Aisne). Ces monnaies, très rares jusqu'ici, provenaient pour la plupart d'une vigne sise à Moinville, près de Melun, où l'on en trouve pour ainsi dire chaque année ». D'autres études ont été entreprises depuis, signalons notamment le travail du Dr Colbert de Beaulieu en 1970 sur la typologie. B. Fischer signale également dans le RIG un exemplaire épigraphe IVI, conservé dans une collection privée. Elle faisait remarquer qu'il « est impossible de déterminer avec sûreté le procédé selon lequel ces globules ont été réalisés : coulée ou frappe traditionnelle ». Une attribution aux Parisii reste possible. Ce monnayage serait antérieur à la Guerre des Gaules.
Le « trésor » a été découvert à Saint-Denis-lès-Sens, au début de l'année 1992, lors des fouilles archéologiques préventives à la construction de l'autoroute A5 qui relie Troyes à Melun-Sénart. L'attribution aux Sénons semble la plus vraisemblable.
Les Sénons, dont le nom signifie les Sages ou les Anciens, possédaient un vaste territoire qui s'étendait entre le sud de la Champagne et le nord de la Bourgogne. Leur principal oppidum était Agedincum (Sens). Une attestation est notamment transcrite par César dans ses Commentaires sur la Guerre des Gaules, puisqu'il raconte avoir fait hiverner six de ses légions, en 53 av. J.-C. à Agedincum. Labienus, lieutenant et légat de César, s'établira également dans la région de Sens, entre les batailles de Gergovie et Alésia, afin de surveiller les routes et de protéger les armées de César d'une attaque des Belges ou des Germains. Les Sénons possédaient plusieurs autres oppida comme Auxerre, Tonnerre ou Avallon et Divona semble avoir été leur principal sanctuaire.

### Personnalités liées à la commune
- Colombe de Sens († vers 273), vierge qui subit le martyre à Sens ; fêtée localement le 31 décembre.

## Pour approfondir